# Brygada Turecka
Brygada Turecka (ang. Turkish Brigade) krypt. „Północna Gwiazda” – turecka jednostka wojskowa istniejąca w latach 1950–1960, służąca rotacyjnie podczas wojny koreańskiej (1950–53).

## Historia
Wojna koreańska wybuchła 25 czerwca 1950. W letniej kampanii armia Korei Północnej zyskała przewagę nas siłami Korei Południowej. Stany Zjednoczone Ameryki przeforsowały na forum ONZ wysłanie do Korei Południowej oddziałów wojskowych nazwanych „oddziałami ONZ” (aczkolwiek ONZ nie sprawował nad nimi dowództwa).
Brygada Turecka przybyła do Pusan w połowie października, liczyła wówczas 5190 żołnierzy, wziętych głównie z 241. Pułku Piechoty z Ankary. Na jej czele stał weteran I wojny światowej, generał Tahsin Yazıcı, zaś funkcję jego zastępcy pełnił płk Celal Dora. Turcy przeszli przeszkolenie wojskowe w rejonie Daegu, podczas którego otrzymali amerykańską broń i inne wyposażenie wojskowe.
W listopadzie 1950 przetransportowano ich w rejon walk w okolicy miasta Kaesŏng, gdzie zostali podporządkowani amerykańskiej 25. Dywizji Piechoty. Od końca listopada uczestniczyli w ciężkich walkach w rejonie Kunu-ri w północnej Korei. Początkowo znajdowali się w rezerwie amerykańskiego IX Korpusu Armijnego, ale wobec interwencji Chińskich Ochotników Ludowych, którzy przełamali pozycje wojsk południowokoreańskich, weszli do akcji. W wyniku przewagi wojsk przeciwnika, Turcy zostali zmuszeni do odwrotu do Sinnim-ni. W Sinnim-ni Chińczycy okrążyli turecką kompanię, ale ta przy amerykańskim wsparciu lotniczym zdołała się przebić do Kaech’ŏn. Tam doszło do kolejnego okrążenia. Turcy przebili się do amerykańskich pozycji atakiem na bagnety przez Sunch’ŏn, ratując od groźby zniszczenia amerykańską 2. Dywizję Piechoty.
Do kolejnych walk z udziałem Turków doszło pod koniec stycznia 1951, kiedy brygada zaatakowała i przerwała północnokoreańskie pozycje w rejonie Kŭmyangjang-ni. W wyniku natarcia wojsk ONZ i amerykańskich, oddziały chińsko-północnokoreańskie z dużymi stratami wycofały się za linię 38 równoleżnika. Od czerwca 1951 Turcy zajmowali pozycje na linii rzeka Imjin–Ch'ŏrwŏn–Kŭmhwa, tocząc ciężkie walki obronne. Ostatni atak brygada przeprowadziła pod koniec maja 1953. Co roku następowała zmiana jednostki na kolejną zmianę żołnierzy.
Ogólne straty brygady podczas wojny koreańskiej wyniosły 721 zabitych, 2111 rannych i 175 zaginionych. 234 żołnierzy tureckich trafiło do niewoli. Brygada powróciła do Turcji w 1960. W Korei do 1966 stacjonowała jeszcze wzmocniona kompania, zaś do 1971 niewielki pododdział honorowy.

## Skład organizacyjny
- dowódca - gen. Tahsin Yazıcı
- zastępca dowódcy - płk Celal Dora
- 241 Pułk Piechoty - d-ca płk Nuri Pamir (zabity w akcji 5 czerwca 1952)
  - 1 Batalion - d-ca mjr Imadettin Kuranel
  - 2 Batalion - d-ca mjr Mithat Ulunu
  - 3 Batalion - d-ca mjr Lütfü Bilgon
- 105 Zmotoryzowany Batalion Artylerii Polowej (trzy baterie haubic 105 mm)
- zmotoryzowana kompania saperów
- zmotoryzowana bateria artylerii przeciwlotniczej
- kompania transportowa
- zmotoryzowany pluton łączności
- zmotoryzowany pluton przeciwpancerny
- kompania medyczna
- kompania uzupełnieniowa
- pododdział żandarmerii polowej
- pododdział remontowo-zaopatrzeniowy